# Pepsi Music 2004: Britney Exclusive
Pepsi Music 2004: Britney Exclusive (znany również jako: Pepsi Music 2004 lub Pepsi: Dare for More Music 2004) jest to minialbum promujący Pepsi. Na płycie znajduje się specjalna wersja „We Will Rock You”, która została wykorzystana w reklamie Pepsi. Wersja ta została wykonana przez Britney Spears, P!nk oraz Beyoncé. Enrique Iglesias wcielił się w rolę złego cesarza.

## Lista utworów
| #  | Tytuł                                                                                   | Czas trwania |
| -- | --------------------------------------------------------------------------------------- | ------------ |
| 1. | We Will Rock You – Pepsi „Gladiator” Sound Track Remix 2004                             | 3:10         |
| 2. | Britney Spears – „Me Against the Music” Remix                                           | 3:46         |
| 3. | JC Chasez – „Everything You Want”                                                       | 4:30         |
| 4. | Reklama telewizyjna, wywiady, materiał zza kulis, tapeta, wygaszacz ekranu oraz zdjęcia |              |